# Psilachnum acutum
Psilachnum acutum är en svampart som först beskrevs av Josef Velenovský, och fick sitt nu gällande namn av Raitv. 1968. Psilachnum acutum ingår i släktet Psilachnum och familjen Hyaloscyphaceae.  Arten är reproducerande i Sverige. Inga underarter finns listade i Catalogue of Life.